# 乙氧基喹
乙氧基喹（英語：Ethoxyquin，音译衣索金，缩写EMQ，美国商品名：Stop-Scald，中文译作：山道喹），也叫乙氧喹、乙氧基喹啉，乙氧喹啉，商品名促长啉、虎皮灵、抗氧喹，是一种含氮有机化合物，分子式C14H19NO，属于喹啉衍生物，能作为抗氧化剂、防腐剂和水果保鲜剂。添加至饲料中能防止维生素A、D、E和脂肪氧化，并能防止红辣粉氧化褪色。因其代谢产物乙氧基喹啉醌具有遗传毒性，且制备过程可能产生潜在致突变性的对乙氧基苯胺，欧盟于2022年正式禁止其添加至饲料和食品中。
纯品为淡黄色至琥珀色粘稠液体，长期受光照和空气作用逐渐变为暗棕色液体，但对抗氧化作用无影响。不溶于水，可与乙醇任意混溶。其可由对氨基苯乙醚与丙酮在碘催化下成环反应得到。溶于乙腈中受短波紫外光能发出强烈荧光。
在上世纪，美国每年用饲料抗氧剂约3500t，其中乙氧喹就占80%以上。美国孟山都是世界上最早生产乙氧喹厂家，并以商品名山道喹（Stop-Scald）销售。中国大陆于1986年批准进口乙氧喹，以后瑞士、德、法、日也实现工业化生产。